# Hemiercus modestus
Hemiercus modestus är en spindelart som först beskrevs av Simon 1889.  Hemiercus modestus ingår i släktet Hemiercus och familjen fågelspindlar.
Artens utbredningsområde är Colombia. Inga underarter finns listade i Catalogue of Life.